# Nikita (3.ª temporada)
A terceira temporada de Nikita é uma série de televisão estadunidense apresentada no canal CW. Tem como base o filme de mesmo nome lançado em 1990, no remake A Assassina (1993), e no seriado La Femme Nikita (1997). Iniciou-se em 19 de outubro de 2012 e acabou em 17 de maio de 2013, com um total de 22 episódios.

## Elenco

### Elenco principal
- Maggie Q como Nikita
- Shane West como Michael
- Lyndsy Fonseca como Alexandra Udinov
- Aaron Stanford como Birkhoff
- Dillon Casey como Sean Pierce
- Noah Bean como Ryan Fletcher
- Melinda Clarke como Amanda
- Devon Sawa como Owen Elliott

## Episódios
| Nº | #  | Título                  | Dirigido por      | Escrito por                    | Data de exibição        | Cód. de prod. | Audiência E.U.A. (em milhões) |
| --- | -- | ----------------------- | ----------------- | ------------------------------ | ----------------------- | ------------- | ----------------------------- |
| 46 | 1  | "3.0"                   | Eagle Egilsson    | Craig Silverstein              | 19 de outubro de 2012   | 3X7351        | 0.95                          |
| Ryan assume o comando da Divisão com Nikita ao seu lado. Sua primeira missão sob o novo regime é trazer os “Dirty Thirty”, os agentes desonestos que não responderam ao chamado da Divisão após a morte de Percy. Infelizmente a missão não sai como planejado e Michael é preso, forçando Nikita a mudar suas metas e montar um plano de fuga para ele. Alex volta a interpretar seu alter ego, a mimada princesa russa Alexandra Udinov, de uma maneira muito original, como parte do plano para libertar Michael. Enquanto isso, Birkhoff se esforça para manter seu relacionamento profissional com Sonya (atriz convidada Lyndie Greenwood), apesar de sua crescente atração por ela.                                                                                     |    |                         |                   |                                |                         |               |                               |
| 47 | 2  | "Innocence"             | David Grossman    | Mary Trahan                    | 26 de outubro de 2012   | 3X7352        | 0.81                          |
| Nikita, Michael e a equipe tentam resgatar uma menina chamada Liza (atriz convidada Annalise Basso), que está sendo mantida presa por um agente desonesto da Division, Wade (ator convidado Chance Kelly). Wade fez lavagem cerebral e treinou Liza para ser uma agente da Divisão e ajudá-lo em sua missão pessoal. Nikita tenta desesperadamente ajudar Liza, mas, em um momento de caos, a garota escapa da Division. A equipe corre para encontrá-la antes que ela possa completar sua missão de desencadear uma arma química mortal para dentro do prédio da ONU, durante um evento especial. Enquanto isso, o rapto de Liza traz antigas e dolorosas memórias para Alex.                                                                                                 |    |                         |                   |                                |                         |               |                               |
| 48 | 3  | "True Believer"         | Danny Cannon      | Carlos Coto                    | 2 de novembro de 2012   | 3X7353        | 1.14                          |
| Quando Ryan diz a Nikita que um agente secreto foi preso e que eles precisam extrair ele da prisão, Nikita questiona por que a Division continua a fazer funcionar antigas missões de Percy. Nikita, Michael e Sean tentam impedir um ataque terrorista, mas vai ser difícil com um desfalque na equipe, já que Alex é baleada. Enquanto isso, Birkhoff e Sonia continuam em uma discussão. |    |                         |                   |                                |                         |               |                               |
| 49 | 4  | "Consequences"          | Nick Copus        | Kristen Reidel                 | 9 de novembro de 2012   | 3X7354        | 0.86                          |
| Amanda envia uma agente da Division desonesta, Anne (atriz convidada Sarah Allen), a uma prisão russa para matar Owen, mas Owen consegue escapar de suas garras e envia uma mensagem para Nikita de que ele está livre. Quando Nikita recupera Owen, ele fica chocado ao saber que ela está de volta a Division, mas retorna à base com ela. Michael e Ryan não tem certeza de que podem confiar em Owen, mas Nikita destaca que Owen é seu amigo e que confia nele. |    |                         |                   |                                |                         |               |                               |
| 50 | 5  | "The Sword's Edge"      | Ken Fink          | Albert Kim                     | 30 de novembro de 2012  | 3X7355        | 1.20                          |
| Divisão descobre um de seus agentes desonestos, Markov (ator convidado Goad Jonathan), que tem se disfarçado por seis anos, sendo eleito presidente do Uzbequistão, e está planejando matar a presidente dos Estados Unidos (atriz convidada Michelle Nolden). Ryan confessa para a equipe que está na Divisão em gelo fino com a presidente, e ela ameaçou acabar com eles se o público descobrir sobre a agência secreta e sobre os agentes desonestos. Nikita e Michael estão furiosos que Ryan manteve isso em segredo, e devem descobrir como salvar a vida da presidente, sem alertar-lhe sobre o perigo. Enquanto isso, depois de Alex e Owen serem pegos em uma explosão, eles investigam e acreditam que um informante armou pra eles. Aaron Stanford também estrela. |    |                         |                   |                                |                         |               |                               |
| 51 | 6  | "Sideswipe"             | Joshua Butler     | Terry Matalas & Travis Fickett | 7 de dezembro de 2012   | 3X7356        | 1.19                          |
| Nikita e Michael capturam Cyrus (ator convidado Isaiah Mustafa), um traficante de armas, que é a aquisição de um dispositivo de arma-jamming para Ari. Nikita convence Ryan para deixá-los usar Cyrus como isca para capturar Amanda, mas Cyrus consegue escapar da armadilha. No entanto, quando Amanda cruza com Cyrus, sua única esperança de sobrevivência é Nikita. Enquanto isso, Birkhoff está na pista de Amanda, e Alex começa a desvendar. |    |                         |                   |                                |                         |               |                               |
| 52 | 7  | "Intersection"          | Dwight Little     | Michael Brandon Guercio        | 18 de janeiro de 2013   | 3X7357        | 1.27                          |
| Birkhof diz a Nikita que Sonya é a informante de Amanda, ainda revela que Amanda não só reativou o kill chip de Sonya como também colocou um segundo espião infiltrado na Division. Nikita, Michael e Ryan tentam elaborar um plano para com a ajuda de Sonya descobrir o esconderijo de Amanda enquanto Birkhoff cria uma armadilha para o segundo espião. Enquanto isso, Michael confronta Alex sobre o uso de drogas e ela implora para ele não contar a Nikita. |    |                         |                   |                                |                         |               |                               |
| 53 | 8  | "Aftermath"             | Brad Turner       | Carlos Coto                    | 25 de janeiro de 2013   | 3X7358        | 1.53                          |
| Nikita e Owen enfrentam um "cleaner" chamado Liam (ator convidado Pedro Pascal), enquanto Michael assume uma nova posição na Divisão. A relação de Michael e Nikita se torna tensa quando ele vê o seu trabalho com Owen. |    |                         |                   |                                |                         |               |                               |
| 54 | 9  | "Survival Instincts"    | John Showalter    | Albert Kim                     | 1 de fevereiro de 2013  | 3X7359        | 1.23                          |
| Ray (ator convidado Matt Bushell), um agente corrupto, sequestra sua namorada, Kate (atriz convidada Anna Hopkins), então Ryan despacha o time para resgatá-la. Nikita fica confusa quando Michael envia Owen em campo com ela, em vez de ir ele mesmo. Enquanto isso, Sean toma uma decisão sobre Alex. |    |                         |                   |                                |                         |               |                               |
| 55 | 10 | "Brave New World"       | Marc David Alpert | Kristen Reidel                 | 8 de fevereiro de 2013  | 3X7360        | 1.34                          |
| Michael desiste de seu papel como um agente de campo e retoma seu papel dentro das Operações da Divisão. Depois de descobrir as principais informações de Birkhoff, Nikita prepara uma missão secreta que a leva em um território perigoso. Quando Michael, Alex e Ryan descobrem, eles a seguem em Kosovo, mas o resultado traz consequências para a Divisão. |    |                         |                   |                                |                         |               |                               |
| 56 | 11 | "Black Badge"           | David Grossman    | Mary Trahan                    | 22 de fevereiro de 2013 | 3X7361        | 1.24                          |
| Uma agente da CIA chamada Naomi (atriz convidada Amanda Schull) se depara com um arquivo detalhando o envolvimento de Madeline Pierce com a Divisão e entrega-o para o diretor da CIA, Morgan Kendrick (ator convidado Brian Howe). Quando Kendrick é morto logo em seguida, Amanda (Melinda Clarke) enquadra Sean (Dillon Casey) no assassinato e a CIA levá-lo sob custódia. Nikita promete a Alex que irá libertar Sean e surge com um plano que pode salvar ou lhe custar a vida. |    |                         |                   |                                |                         |               |                               |
| 57 | 12 | "With Fire"             | Eagle Egilsson    | Carlos Coto                    | 1 de março de 2013      | 3X7362        | 1.01                          |
| Depois que Birkhoff recebe uma dica de Shadowbot que Ari está em NY, Nikita e Owen correm para pegá-lo antes do FBI. No entanto, Ari revela que ele planejou tudo para ter uma chance de falar com Nikita. Ele diz a ela que Amanda foi longe demais e está trabalhando com um terrorista que planeja um ataque em solo americano. Ari quer 50 milhões de dólares para revelar a informação que pode levar ao terrorista (Peter Marek). Nikita e Michael ficam atordoados quando Ryan considera o pagamento do suborno. Enquanto isso, Sean tem ciúmes do relacionamento entre Alex e Owen. |    |                         |                   |                                |                         |               |                               |
| 58 | 13 | "Reunion"               | Jon Cassar        | Terry Matalas & Travis Fickett | 8 de março de 2013      | 3X7363        | 1.37                          |
| Para conseguir o controle da caixa preta, Amanda faz planos para sequestrar o filho de Ari, Stefan (ator convidado Dylan Minnette), para usá-lo como objeto de troca. Ainda sob a custódia protetora da Divisão, Ari pede a Nikita para ajudá-lo. No entanto, o guarda-costas de Stefan, Krieg (ator convidado Andrew Divoff), consegue capturar tanto Nikita quanto Amanda, e as duas devem trabalhar juntas para escapar. Owen fica furioso com Michael após Michael colocar Alex para ser o apoio de Nikita ao invés dele. |    |                         |                   |                                |                         |               |                               |
| 59 | 14 | "The Life We've Chosen" | Brad Turner       | Albert Kim                     | 15 de março de 2013     | 3X7364        | ASA                           |
| 60 | 15 | "Inevitability"         | Mark Baldwin      | Kristen Reidel                 | 29 de março de 2013     | 3X7365        | ASA                           |
| 61 | 16 | "Tipping Point"         | Dwight Little     | Oliver Grigsby                 | 5 de abril de 2013      | 3X7366        | ASA                           |
| 62 | 17 | "Masks"                 | ASD               | ASD                            | 12 de abril de 2013     | 3X7367        | ASA                           |
| 63 | 18 | "Broken Home"           | ASD               | ASD                            | 19 de abril de 2013     | 3X7368        | ASA                           |